# In Tension
In Tension is de debuut-EP van de elektronica- en postpunkband Light Asylum. De EP werd eerst in 2010 in eigen beheer uitgebracht. In 2011 werd de EP opnieuw uitgebracht door het label Mexican Summer. Het nummer A Certain Person verscheen ook op hun gelijknamige debuutalbum.

## Tracklist
| Nr. | Titel                                   | Duur |
| --- | --------------------------------------- | ---- |
| 1.  | A Certain Person                        | 4:28 |
| 2.  | Knights And Week Ends                   | 4:27 |
| 3.  | Dark Allies                             | 6:02 |
| 4.  | Skull Fuct                              | 5:17 |
| 5.  | A Certain Person (Motherland Radio Mix) | 4:04 |

## Ontvangst
| Recensies  | Recensies |
| Publicatie | Score     |
| ---------- | --------- |
| Pitchfork  | 7,6/10    |
| PopMatters | 5/10      |

De muziekwebsite Pitchfork was lovend over In Tension en kende de EP een score van 7,6 toe. Zach Kelly, recensent van Pitchfork, noemde de EP "dramatisch" en "groots qua opzet". Hij vergeleek Shannon Funchess, de zangeres, met Grace Jones en prees haar unieke, lage stemgeluid. Hij beschreef de muziek van Light Asylum als "afstandelijk en beklemmend" en merkte verder op dat de muziek en het stijlimago van de band "futuristisch" en "industrieel" aandeed.
Matthew Fiander van PopMatters was minder lovend en kende het album 5 van de 10 sterren toe. Hij noemde de EP "onhandig" en had kritiek op de volgens hem "melodramatische" teksten.